# Martial Mischler
Martial Mischler, né le 6 juillet 1964 à Strasbourg, est un lutteur gréco-romain français.
Il remporte la médaille d'or des Jeux méditerranéens de 1993 en catégorie des moins de 74 kg, la médaille d'argent des Jeux méditerranéens de 1991 en catégorie des moins de 82 kg et la médaille de bronze des Jeux méditerranéens de 1987 en catégorie des moins de 74 kg.
Il participe aux Jeux olympiques d'été de 1984, 1988 et 1992.